# Ра (острів)
Рах або Ра - невеликий кораловий острівець 0,5 км2, який знаходиться у групі Бенкс на півночі Вануату. Ця ж назва належить до єдиного села, яке розташоване на цьому острівці. На острові масивні скелі.
Острів Ра розташований біля більшого острова Мота-Лава. Доступ до Ра здійснюється двома способами: під час відпливу, пройшовши вбрід через вузьку протоку з материка; під час припливу на каное з аутригерами.

## Назва
Острівець відомий англійською та біслама як Rah [ra] (де літера h нічого не означає у справжньому імені). Rah відображає скорочену версію форми Rao [rao] , а саме так острів називають сусідньою мовою Мота. Острів також називали Ара, ймовірно, давнішим варіантом нинішньої назви Мвотлап.
Власною мовою остров'ян Mwotlap острів називається Aya [aˈja] (з локативним префіксом а- ).  На основі форм Mota та Mwotlap назву можна реконструювати до Proto-Torres-Banks * Rao .

## Населення
За даними перепису 2009 року  населення становить 189 осіб. За оцінками на 2015 рік, населення острова становить 224 особи з 42 домогосподарствами. 